# Parque de Sette Fratelli

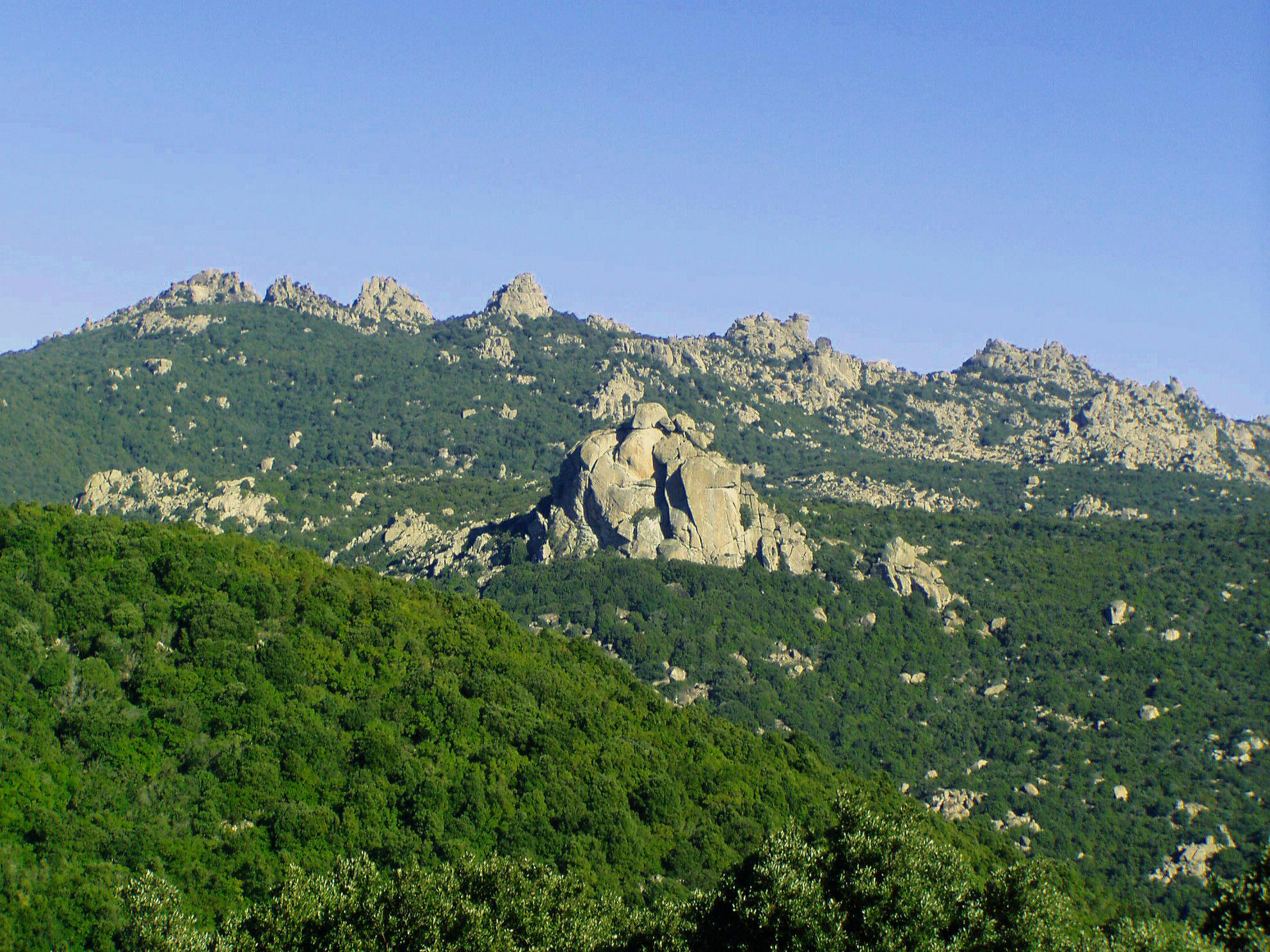
Cimas de Sette Fratelli

El parque natural Sette Fratelli es uno de los más extensos parques de Cerdeña, con 58 846 hectáreas. El parque abarca 9 municipios y está al sudeste de Cerdeña. Es un lugar donde vive poca gente. El único lugar habitado es Burcei, que está rodeado por el parque. La carretera principal que pasa por el parque es la carretera nacional es Strada Stratale 125 Orientale Sarda.
La mayoría de los montes del parque no alcanza los 1000  m s. n. m. (metros sobre el nivel del mar). Los únicos que sobrepasan esta altura son el Monte Serpeddì, que roza los 1069 m s. n. m.; y Punta Sa Ceraxa, uno de los Sette Fratelli, que roza los 1016 m s. n. m.
En el parque hay diferentes arroyos que se juntan formando algunos ríos más largos, como el río Su Pau, que arriba al territorio de Quartu Sant'Elena, en Flumini.

## Flora y fauna

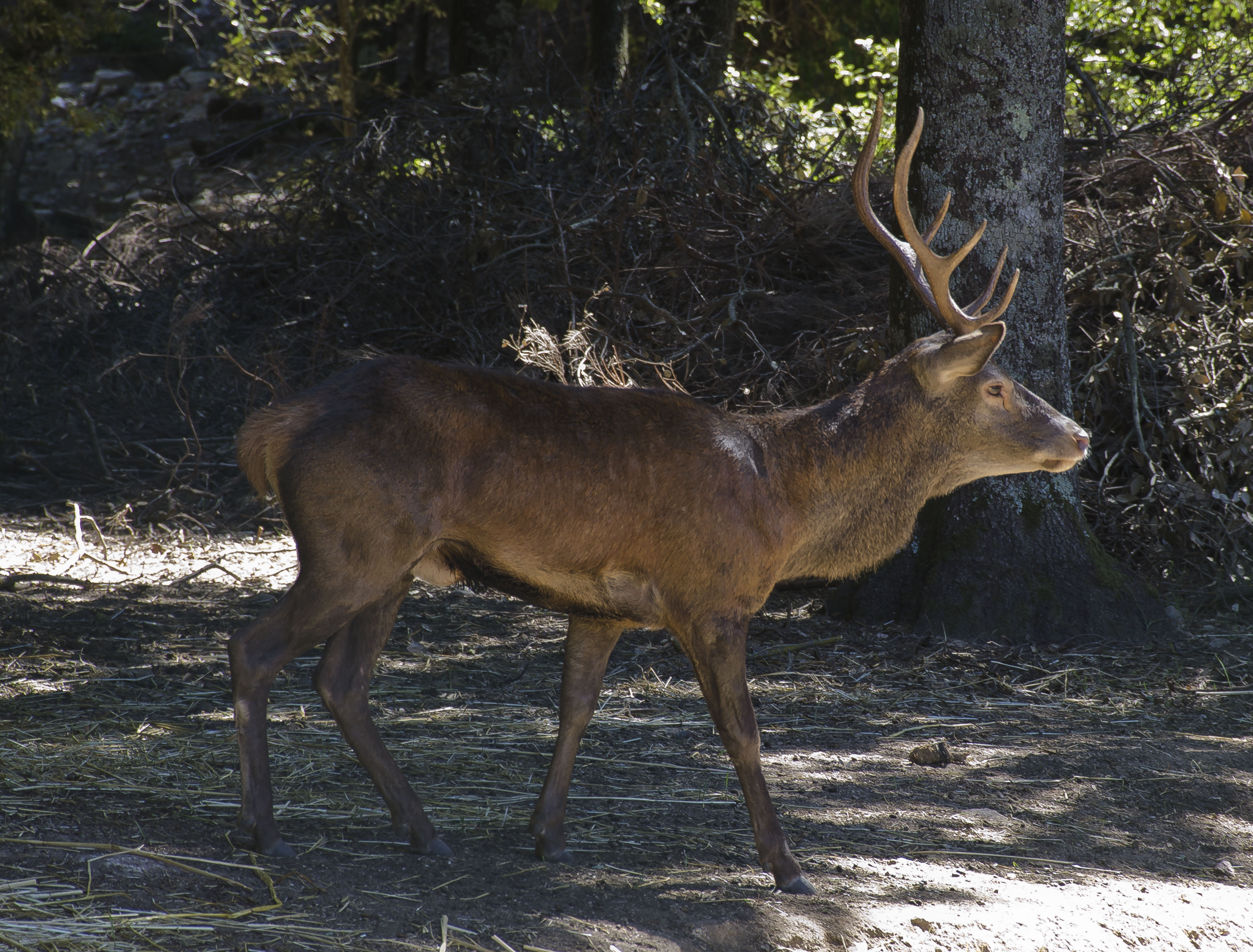
Cervus elaphus corsicanus

La vegetación típica de los montes es la Maquia Mediterránea, que se caracteriza principalmente por encina, alcornoque, lentisco, madroño y durillo.
Estos montes son el hábitat natural del ciervo de Córcega (Cervus elaphus corsicanus), una sebespecie del ciervo europeo, que es muy numerosa en esta zona gracias a la protección y conservación del Ente Foreste della Cerdeña. 
En el 2007 había 2140 ciervos.
El gamo común compite por el sustento con el ciervo y vive en específicas áreas. Hay otros mamíferos, como el jabalí, el gato selvático y la marta.
Los ejemplares de muflones están creciendo de número. En el parque viven también algunos ejemplares de águila real.